# Rafig Husejnov
Rafig Husejnov (* 16. května 1988 Taškent) je ázerbájdžánský zápasník – klasik.

## Sportovní kariéra
Je rodákem z uzbeckého Taškentu, kde jeho otec působil jako zápasník. Zápasení se věnuje od 7 let v Baku. Připravuje se pod vedením svého otce Radika. Specializuje se na řecko-římský (klasický) styl. V ázerbájdžánské mužské reprezentaci se pohyboval od roku 2008 ve váze do 74 kg. Jeho hlavním rivalem v reprezentaci byl Elvin Mursalijev. V roce 2012 však neuspěl v ázerbájdžánské olympijské nominaci na olympijské hry v Londýně na úkor Emina Ahmadova.
Od roku 2014 startuje v neolympijské váze do 80 (82) kg.

## Výsledky
| Olympijské hry     |     | —  |    |     |    | —  |    |    |     | — |     |     |     |     |   |     |  |  |  |  |  |  |  |  |  |  |
| Mistrovství světa  | —   |    | —  | —   | —  |    | 5. | 5. | úč. |   | úč. | —   | úč. | úč. | — | úč. |  |  |  |  |  |  |  |  |  |  |
| Evropské hry       |     |    |    |     |    |    |    |    |     |   |     |     | 2.  |     |   |     |  |  |  |  |  |  |  |  |  |  |
| Mistrovství Evropy | —   | —  | —  | —   | —  | —  | —  | —  | 1.  | — | úč. | úč. | 2.  | úč. | — | 3.  |  |  |  |  |  |  |  |  |  |  |
| MS juniorů         | —   | —  | —  | —   | 3. | 3. |    |    |     |   |     |     |     |     |   |     |  |  |  |  |  |  |  |  |  |  |
| ME juniorů         | —   | —  | —  | úč. | 2. | 1. |    |    |     |   |     |     |     |     |   |     |  |  |  |  |  |  |  |  |  |  |
| ME dorostenců      | úč. | 3. | 2. |     |    |    |    |    |     |   |     |     |     |     |   |     |  |  |  |  |  |  |  |  |  |  |